# Jaciment arqueològic de la Rodona
La Rodona és un jaciment arqueològic que està situat al municipi d'Olot, (la Garrotxa), inclòs a l'Inventari del Patrimoni Arqueològic i Paleontològic de Catalunya.
Es tracta d'un lloc d'habitació sense estructures que correspon al Paleolític Superior.

## Descobriment i historiografia
El jaciment va ser descobert per Ramon Campderich, un erudit local que va dipositar uns materials lítics al Museu Comarcal de la Garrotxa. A partir l'any 1991 es van realitzar diverses excavacions d'urgència a càrrec de M. Buch, J. Mateu, A. Palomo i M. Saña. Aquest mateix equip va documentar un nivell arqueològic am material lític a uns 10-15 cm del fons.

## Troballes
L'ocupació correspon a un únic nivell crono-cultural, amb diverses ocupacions breus i successives durant un curt espai de temps. Les restes arqueològiques apareixien en un nivell de potència reduïda, format per llims i argiles.
El material arqueològic és únicament indústria lítica i malauradament no s'han conservat restes faunístiques. Fins al moment s'han recuperat un total de 2.884 restes lítiques, de les quals un 75% estan tallades en quars, un 19% en sílex i un 5% en altres roques. L'anàlisi de les matèries primeres ha permès localitzar les fonts d'aprovisionament del quars, que es devien trobar a la riera de Riudaura, a un quilòmetre de la Rodona.
Entre els productes de talla retocats hi ha una presència majoritària dels simples, seguida pels burins i els abruptes. El grup tipològic més representat és el de les rascadores, seguit pel dels denticulats, el dels burins, i després el dels raspadors i les làmines amb dors. Cronoculturalment, a partir de les dades que hi ha en aquests moments, l'ocupació de la Rodona es podria situar en el Paleolític Superior Antic.